# Манна небесна

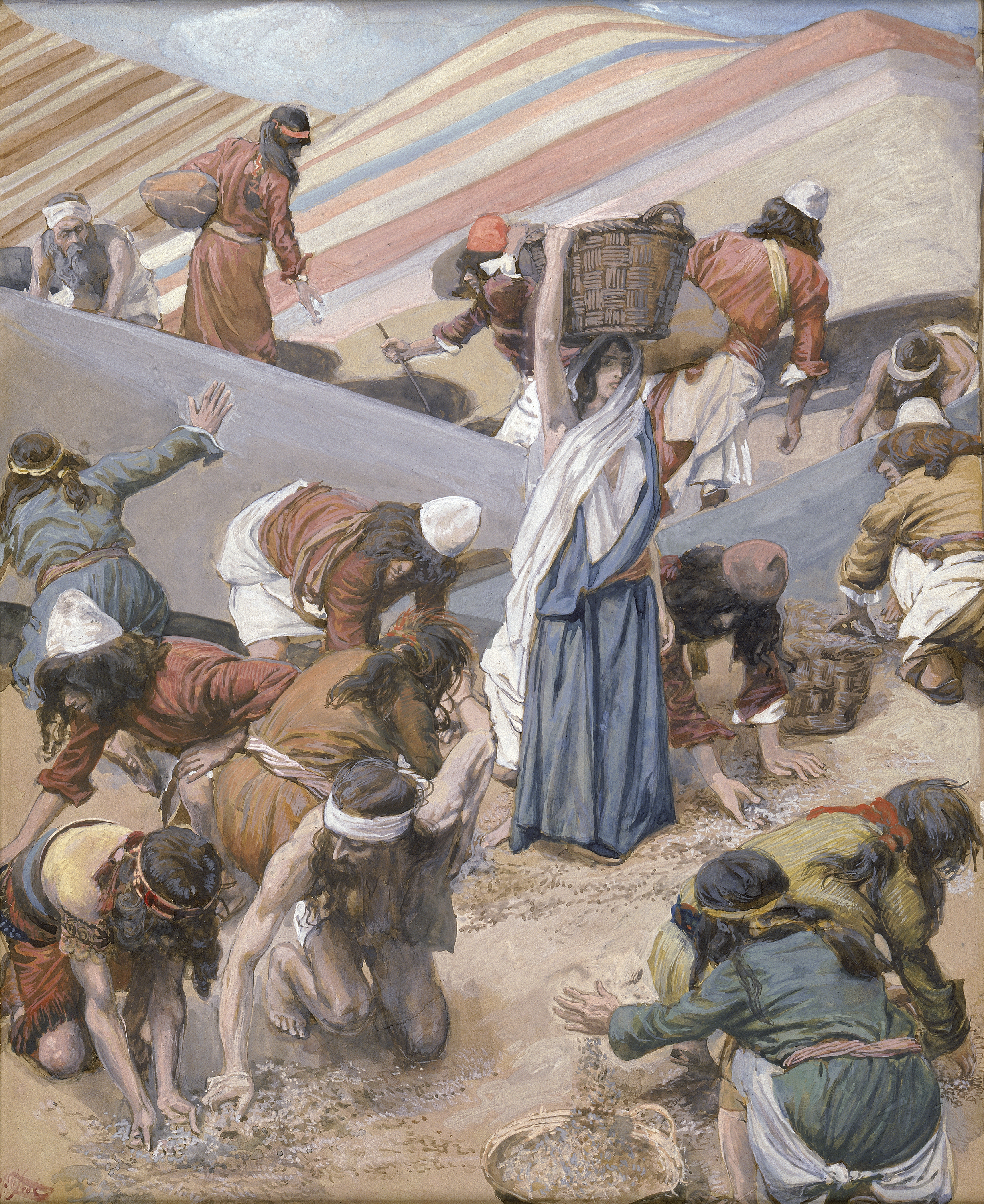
Збір манни небесної. Картина Джеймса Тіссо

Ма́нна небе́сна (івр. מָ‏ן) — згідно з Біблією, їжа, яку Бог чудесним чином послав народу Ізраїля, коли в нього закінчилися харчі після виходу з Єгипту. Про манну оповідають Книга Вихід та Книга Числа.

## Манна в Біблії
Невдовзі після виходу євреїв з Єгипту в них скінчилися харчі. Народ став жалітися Мойсею та Аарону, що в єгипетському рабстві було вдосталь їжі, а тепер загрожує голодна смерть. У відповідь Бог повідомив Мойсею, що дасть євреям хліб та м'ясо, які слід збирати так, як Він накаже. Ввечері до місця перебування євреїв злетілося багато перепелів, а зранку з неба випала манна — подібна на насіння коріандра речовина, що смаком нагадувала хліб з медом чи єлеєм. З неї виготовляли різні страви: товкли її, варили, робили з неї коржі.
За настановою Бога, належало збирати стільки манни, скільки потрібно для негайного харчування. Вона продовжувала випадати щодня, крім священного дня суботи. Тому лише перед суботою її дозволялося взяти на два дні. Деякі євреї намагалися запасати манну чи шукали її в суботу, що гнівало Бога і надлишкова манна псувалася. Манна випадала рано вранці впродовж усієї 40-річної подорожі євреїв.
Диво припинилося, коли вони увійшли в Ханаан, або незадовго після смерті Мойсея. Частину манни пророк заповів зберігати біля Ковчегу Заповіту як нагадування про Божу милість.

## Пояснення явища
Існує низка раціональних пояснень чим могла бути манна. Так, на біблійну манну дуже схожа смола дерева тамариск, перероблена попелицями. Вона нагадує за консистенцією жовтуватий віск і подібний на медовий запах. Вона відома у народів Середнього Сходу як інгредієнт випічки, проте сумнівно, що нею можна було б харчуватися тривалий час. Інша поширена версія — що манною є лишайник леканора, слань якого формує кульки, що можуть переноситись вітром.

## Манна в культурі
Фразеологізм «манна небесна» означає — те, що дається легко, без зусиль. Манною крупою називається дрібно перемелена пшениця.